# Matthew Porretta
Matthew Charles Porretta (Darien, 29 de maio de 1965), é um ator de cinema, televisão e dublador americano conhecido por suas aparições em Wings, Beverly Hills, 90210 e Robin Hood: Men in Tights. Ele também apareceu na Broadway e em videogames, sendo conhecido por seu papel de voz como o personagem principal em Alan Wake e sua sequência Alan Wake 2, e como Dr. Casper Darling em Control.

## Vida e carreira
Porretta nasceu em Darien, Connecticut, em uma família do showbiz: seu pai, Frank Porretta, era um famoso tenor, cantor de ópera e ator de teatro musical. Sua mãe, Roberta Palmer Porretta, ex-Miss Ohio 1956, era soprano spinto. Ela voltou para a escola depois de criar seus filhos e seguiu para uma carreira internacional na ópera após se formar na Juilliard School of Music.
Aos 25 anos, Matthew Porretta já era um veterano da Broadway e aluno da Manhattan School of Music. Em 1990, ele estreou na televisão com papéis recorrentes em programas como Wings e Beverly Hills, 90210. Seu primeiro grande papel no cinema veio em 1993, quando interpretou Will Scarlet O'Hara na paródia de Mel Brooks, Robin Hood: Men in Tights. Quatro anos depois, Porretta estrelou como Robin Hood nas duas primeiras temporadas de The New Adventures of Robin Hood. Desde 1997, ele atua em filmes independentes, comerciais e programas de TV.
Seu papel de estreia no palco foi Marius Pontmercy durante a turnê nacional de Les Misérables (musical), entre 1989 e 1994. Em 1994, ele fez parte do elenco original da Broadway de Passion, de Stephen Sondheim. Apesar de não atuar no filme, filmado logo após o término da produção da Broadway, Porretta reprisou seu papel como Conde Ludovic em Passion - Original Broadway Cast Recording, que ganhou o prêmio de Melhor Álbum de Teatro Musical no 37º Grammy Awards.
Desde 2010, Porretta faz a dublagem do personagem-título da franquia de videogame de ação e suspense psicológico Alan Wake, da Remedy Entertainment. Ele retornou em 2012 para Alan Wake's American Nightmare e em 2023 para Alan Wake II, bem como para um capítulo DLC de Dead by Daylight, lançado em 2024. Ele também interpretou o Dr. Casper Darling em Control, da Remedy, e Marco Graziani em Starfield (videogame).

## Vida pessoal
Porretta tem quatro irmãos. O mais velho, Frank Porretta III, é um cantor de ópera de sucesso. Seu outro irmão, Greg, tem uma formação artística diversificada em várias disciplinas e foi ator convidado com Matthew na televisão. Suas irmãs, Anna e Roberta, também estão na indústria do entretenimento; Anna foi escritora da Talk Soup.
Porretta tem dois filhos com a ex-esposa Gleice; Luigi (nascido em 22 de maio de 2001) e Enzo (nascido em 13 de abril de 2008). As crianças nasceram enquanto Porretta e Gleice estavam em um relacionamento. O casal finalmente se casou em 2012 e se divorciou em 2014. Porretta ainda mora em Darien com seus filhos.
Em dezembro de 2016, ele se envolveu em uma briga de bar na qual um cliente atingiu o ator com uma caneca de cerveja depois que Porretta, embriagado após algumas bebidas, caminhou na direção do homem e tropeçou em sua direção. O ataque não resultou apenas em cortes no olho esquerdo e na bochecha, mas também em uma fratura facial e ferimentos na coluna e no septo nasal. Porretta precisou de uma cirurgia de emergência para salvar seu olho esquerdo e ainda tem problemas de visão como resultado do ataque. Em março de 2017, Porretta entrou com uma ação judicial contra o dono do bar e suposto agressor. O processo avançou em junho de 2019 e, em 2023, o homem aceitou uma oferta dos promotores estaduais e se declarou culpado de agressão de segundo grau. Pela oferta do estado, ele recebeu uma pena de prisão de cinco anos, suspensa após cumprir entre seis e 18 meses. Espera-se que ele receba até cinco anos de liberdade condicional.

## Filmografia

### Televisão
| Ano       | Projecto                         | Papel                     | Episódio                                   | Notas  |
| --------- | -------------------------------- | ------------------------- | ------------------------------------------ | ------ |
| 1993      | Beverly Hills, 90210             | Dan Rubin                 | 10 episódios                               |        |
| 1993      | Class of '96                     | Claude                    | Episódio: "Breaking up Is Hard to Overdue" |        |
| 1993      | South Beach                      | Richard                   | Episódio: "Wild Thing"                     |        |
| 1996      | Wings                            | David Barnes              | Episódio: "Love at First Flight"           |        |
| 1996–1998 | The New Adventures of Robin Hood | Robin Hood                | 23 episódios                               |        |
| 2000      | Code Name: Eternity              | Leethan                   | Episódio: "Death Trap"                     |        |
| 2004      | Without a Trace                  | Oscar                     | Episódio: "Doppelgänger"                   |        |
| 2005      | CSI: NY                          | Ron Bogda                 | Episódio: "Hush"                           |        |
| 2010      | Imagination Movers               | Stanley Spillburger       | Episódio: "Seeing Stars"                   |        |
| 2010      | Bright Falls                     | Alan Wake                 | Episódio: "Clearcut"                       |        |
| 2011      | Blue Bloods                      | Congressman Albom         | Episódio: "Lonely Hearts Club"             | [ 14 ] |
| 2014      | Unforgettable                    | Bruce Miller              | Episódio: "The Island"                     | [ 14 ] |
| 2014      | The Good Wife                    | Ian Gatins                | Episódio: "Sticky Content"                 | [ 14 ] |
| 2015      | Deadbeat                         | Crosby / Matthew Biscotti | 5 episódios                                |        |
| 2015-2016 | I Love You... But I Lied         | David                     | 2 episódios                                | [ 15 ] |
| 2019      | The Blacklist                    | Schmock                   | Episódio: "General Shiro"                  |        |

### Filme
| Ano  | Projeto                     | Papel                   | Notas  |
| ---- | --------------------------- | ----------------------- | ------ |
| 1993 | Robin Hood: Men in Tights   | Will Scarlet O'Hara     |        |
| 1995 | Dracula: Dead and Loving It | Tenente bonito no baile |        |
| 1999 | Desperate But Not Serious   | Gene                    |        |
| 1999 | Kate's Addiction            | Dylan Parker            |        |
| 1999 | Turkey. Cake.               | Jimmy                   |        |
| 2003 | Dream Warrior               | Caleb                   |        |
| 2016 | Wolves                      | Treinador Williams      | [ 16 ] |

### Jogos de vídeo
| Ano  | Projeto                        | Papel                                                                | Notas  |
| ---- | ------------------------------ | -------------------------------------------------------------------- | ------ |
| 2010 | Alan Wake                      | Alan Wake (voz)                                                      |        |
| 2012 | Alan Wake's American Nightmare | Alan Wake, Sr. Scratch (voz)                                         |        |
| 2013 | Grand Theft Auto V             | A população local                                                    |        |
| 2013 | The Bureau: XCOM Declassified  | Vozes adicionais                                                     |        |
| 2016 | Quantum Break                  | Alan Wake (voz)                                                      |        |
| 2019 | Red Dead Online                | A população pedestre local                                           |        |
| 2019 | Control                        | Dr. Casper Darling (atuação ao vivo e voz), Alan Wake (voz)          |        |
| 2023 | Starfield                      | Marco Graziani/Mooch (voz)                                           |        |
| 2023 | Alan Wake II                   | Alan Wake, Scratch (voz), Dr. Casper Darling (atuação ao vivo e voz) |        |
| 2024 | Dead by Daylight               | Alan Wake                                                            | [ 17 ] |

## Prêmios e indicações
| Ano  | Prêmio                       | Categoria                                       | Trabalhar                      | Resultado       | Ref.   |
| ---- | ---------------------------- | ----------------------------------------------- | ------------------------------ | --------------- | ------ |
| 2013 | Prêmios NAVGTR               | Atuação principal em drama (Alan Wake)          | Alan Wake's American Nightmare | Indicado        | [ 18 ] |
| 2013 | Prêmios NAVGTR               | Atuação de apoio em um drama (Mr. Scratch)      | Alan Wake's American Nightmare | Indicado        | [ 18 ] |
| 2019 | The Game Awards              | Melhor Performance (Dr. Casper Darling)         | Control                        | Indicado        | [ 19 ] |
| 2023 | Prêmios Joystick de Ouro     | Melhor Ator Principal (Alan Wake)               | Alan Wake 2                    | Indicado        | [ 20 ] |
| 2024 | British Academy Games Awards | Ator em papel principal                         | Alan Wake 2                    | Pré-selecionado | [ 21 ] |
| 2024 | Prêmios de jogos árabes      | Desempenho excepcional (ao lado de Ilkka Villi) | Alan Wake 2                    | Venceu          | [ 22 ] |